# Marie-Eugène Debeney
Marie-Eugène Debeney, francoski general, * 1864, † 1943.